# 楚幽王

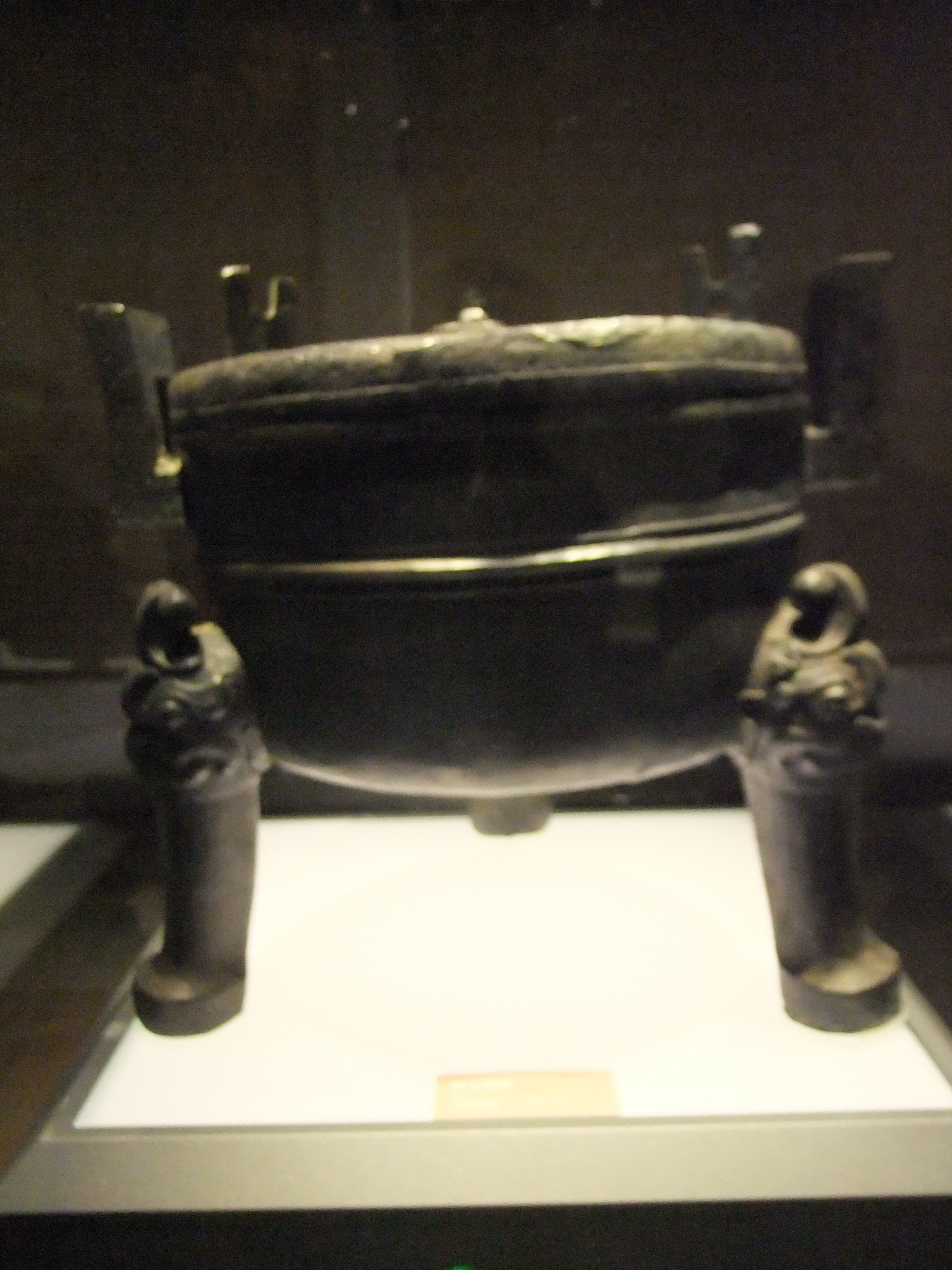
楚王酓悍鼎（天津博物馆藏）

楚幽王（？—前228年），芈姓，熊氏，名悍，楚考烈王之子，其母為李園之妹，《戰國策》說經過李園設計，幽王實為春申君之私生子。
前238年，李園設謀陷害，殺春申君，自為楚國令尹。
楚幽王三年（前235年），秦國繼攻趙國之後，命大將辛梧率四郡兵馬，聯合魏國，對楚國發起攻擊，後無功而退。
幽王十年（前228年）三月，幽王卒，同母弟熊猶代立，是為楚哀王。1930年代安徽壽縣的楚幽王墓被軍閥盜墓。

## 影視作品
- 《大秦賦》由洪煥智飾演。

## 註腳
1. ↑  《戰國策·卷十七·楚策四》：楚考烈王无子，春申君患之，求妇人宜子者进之，甚众，卒无子。赵人李园，持其女弟，欲进之楚王，闻其不宜子，恐又无宠。李园求事春申君为舍人。已而谒归，故失期。还谒，春申君问状。对曰：“齐王遣使求臣女弟，与其使者饮，故失期。”春申君曰：“聘入乎？”对曰：“未也。”春申君曰：“可得见乎？”曰：“可。”于是园乃进其女弟，即幸于春申君。知其有身，园乃与其女弟谋。园女弟承间说春申君曰：“楚王之贵幸君，虽兄弟不如。今君相楚王二十余年，而王无子，即百岁后将更立兄弟。即楚王更立，彼亦各贵其故所亲，君又安得长有宠乎？非徒然也？君用事久，多失礼于王兄弟，兄弟诚立，祸且及身，奈何以保相印、江东之封乎？今妾自知有身矣，而人莫知。妾之幸君未久，诚以君之重而进妾于楚王，王必幸妾。妾赖天而有男，则是君之子为王也，楚国封尽可得，孰与其临不测之罪乎？”春申君大然之。乃出园女弟谨舍，而言之楚王。楚王召入，幸之。遂生子男，立为太子，以李园女弟立为王后，楚王贵李园，李园用事。李园既入其女弟为王后，子为太子，恐春申君语泄而益骄，阴养死士，欲杀春申君以灭口，而国人颇有知之者。春申君相楚二十五年，考烈王病。朱英谓春申君曰：“世有无妄之福，又有无妄之祸。今君处无妄之世，以事无妄之主，安不有无妄之人乎？”春申君曰：“何谓无妄之福？”曰：“君相楚二十余年矣，虽名为相国，实楚王也。五子皆相诸侯。今王疾甚，旦暮且崩，太子衰弱，疾而不起，而君相少主，因而代立当国，如伊尹、周公。王长而反政，不即遂南面称孤，因而有楚国。此所谓无妄之福也。”春申君曰：“何谓无妄之祸？”曰：“李园不治国，王之舅也。不为兵将，而阴养死士之日久矣。楚王崩，李园必先入，据本议制断君命，秉权而杀君以灭口。此所谓无妄之祸也。”春申君曰：“何谓无妄之人？”曰：“君先仕臣为郎中，君王崩，李园先人，臣请为君衝其胸杀之。此所谓无妄之人也。”春申君曰：“先生置之，勿复言已。李园，软弱人也，仆又善之，又何至此？”朱英恐，乃亡去。后十七日，楚考烈王崩，李园果先入，置死士，止于棘门之内。春申君后入，止棘门。园死士夹刺春申君，斩其头，投之棘门外。于是使吏尽灭春申君之家。而李园女弟，初幸春申君有身，而入之王所生子者，遂立为楚幽王也。
2. ↑  《史记·卷四十·楚世家第十》：二十五年，考烈王卒，子幽王悍立。李园杀春申君。
3. ↑  《史记·卷四十·楚世家第十》：哀王立二月馀，哀王庶兄负刍之徒袭杀哀王而立负刍为王。

| 前任： 父楚考烈王 | 楚國君主 前237年—前228年 | 繼任： 弟楚哀王 |